# Le Scorpion noir
Pour plus de détails, voir Fiche technique et Distribution.
Le Scorpion noir (The Black Scorpion) est un film américain réalisé par Edward Ludwig, sorti en 1957.

## Synopsis
A la faveur d'une gigantesque éruption volcanique, des scorpions géants issus de la période préhistorique sont réveillés et refont surface des entrailles de la terre. Ils commencent par attaquer les habitants des alentours. Malgré l'intervention de l'armée et d'un groupe de scientifiques, les créatures font route vers Mexico.

## Fiche technique
- Titre : Le Scorpion noir
- Titre original : The Black Scorpion
- Réalisation : Edward Ludwig
- Scénario : Robert Blees et David Duncan
- Production : Jack Dietz et Frank Melford
- Sociétés de production : Amex Productions et Frank Melford-Jack Dietz Productions
- Musique : Paul Sawtell
- Photographie : Lionel Lindon
- Montage : Richard L. Van Enger
- Direction artistique : Edward Fitzgerald
- Pays d'origine : États-Unis
- Format : Noir et blanc - 1,85:1 - Mono - 35 mm
- Genre : Horreur, science-fiction
- Durée : 88 minutes
- Date de sortie : 11 octobre 1957 (États-Unis)
- interdit aux moins de 12 ans

## Distribution
- Richard Denning : Hank Scott
- Mara Corday : Teresa Alvarez
- Carlos Rivas : Artur Ramos
- Mario Navarro : Juanito
- Carlos Múzquiz : le docteur Velazco
- Pascual García Peña : José de la Cruz
- Fanny Schiller : Florentina
- Pedro Galván : le père Delgado
- Arturo Martínez : le major Cosio

## Autour du film
- Le tournage s'est déroulé à Mexico.
- Les effets spéciaux en stop motion sont l'œuvre de Willis O'Brien, qui avait déjà travaillé sur Le Monde perdu (1925), King Kong (1933), Le Fils de King Kong (1933) ou Monsieur Joe (1949).
- La production avait initialement pensé à Eugène Lourié pour la réalisation du film[1].